# Krumau (Adelsgeschlecht)

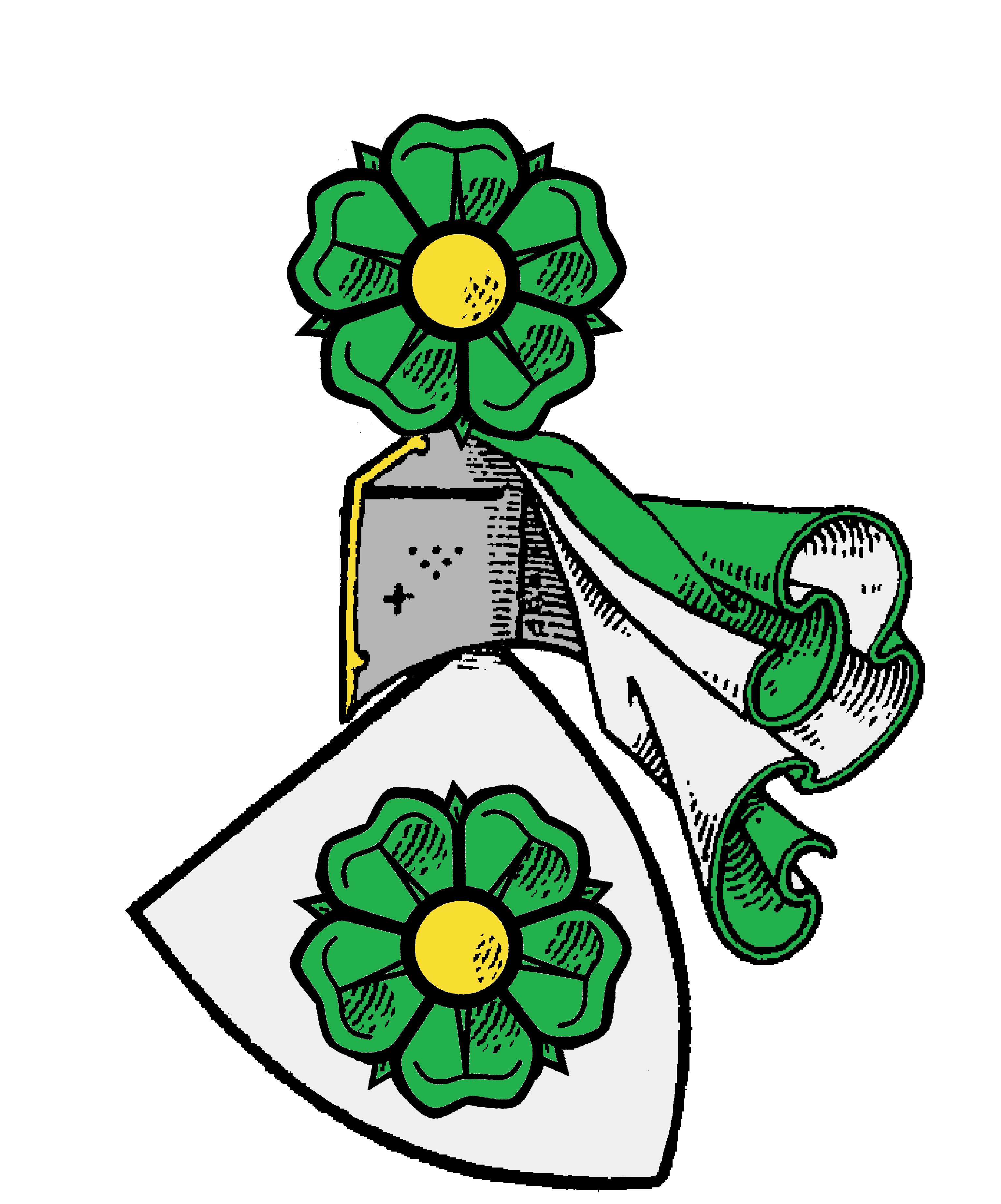
Wappen der Herren von Krumau

Das böhmische Adelsgeschlecht der Herren von Krumau (tschechisch Páni z Krumlova) entstammte dem Geschlecht der Witigonen, deren ältester bekannter Vertreter Witiko von Prčice war. Der Geschlechtername von Krumau (z Krumlova) leitet sich von der südböhmischen Burg Krumau ab, die Mitte des 13. Jahrhunderts in ihrem Besitz war und unterhalb derer sich die Stadt Krumau entwickelte.

## Geschichte
Nach dem Tod des Witiko von Prčice 1194 spaltete sich das Geschlecht der Witigonen in vier Familienzweige auf. Stammvater des Familienzweiges der „Herren von Krumau“ wurde dessen ältester Sohn 
- Witiko II. (auch Witiko der Ältere; tschechisch Vítek II., auch Vítek starší).

Dessen Sohn Zawisch von Nechanitz war von 1233 bis 1236 Unterkämmerer des böhmischen Königs Wenzel I. Auch Zawischs Söhne Budiwoj und Witiko standen in königlichen Diensten. Vermutlich wegen Auseinandersetzungen des Königs mit Kaiser Friedrich II. um das Erbe der Babenberger mussten sie den königlichen Palast vorübergehend verlassen und durften erst nach 1242 auf den Königshof zurückkehren. Budiwojs Sohn Zawisch von Falkenstein, dessen Beiname sich von der Burg Falkenstein ableitet, war ein Widersacher des Königs Ottokar II. Přemysl. Dieser wollte mit den Gründungen des Klosters Goldenkron 1263 und der Königsstadt Budweis 1265 die weitere Expansion der mächtigen witigonischen Familienzweige der Herren von Krumau, der Rosenberger und der von Neuhaus verhindern, die jedoch nicht bereit waren, bei dem von ihnen verfolgten Landesausbau Einschränkungen hinzunehmen. Der Aufstand gegen den König, an dem auch andere böhmische Adlige teilnahmen, wurde von Zawisch von Falkenstein angeführt. Er wurde 1289 gefangen genommen, des Hochverrats angeklagt und 1290 hingerichtet. 

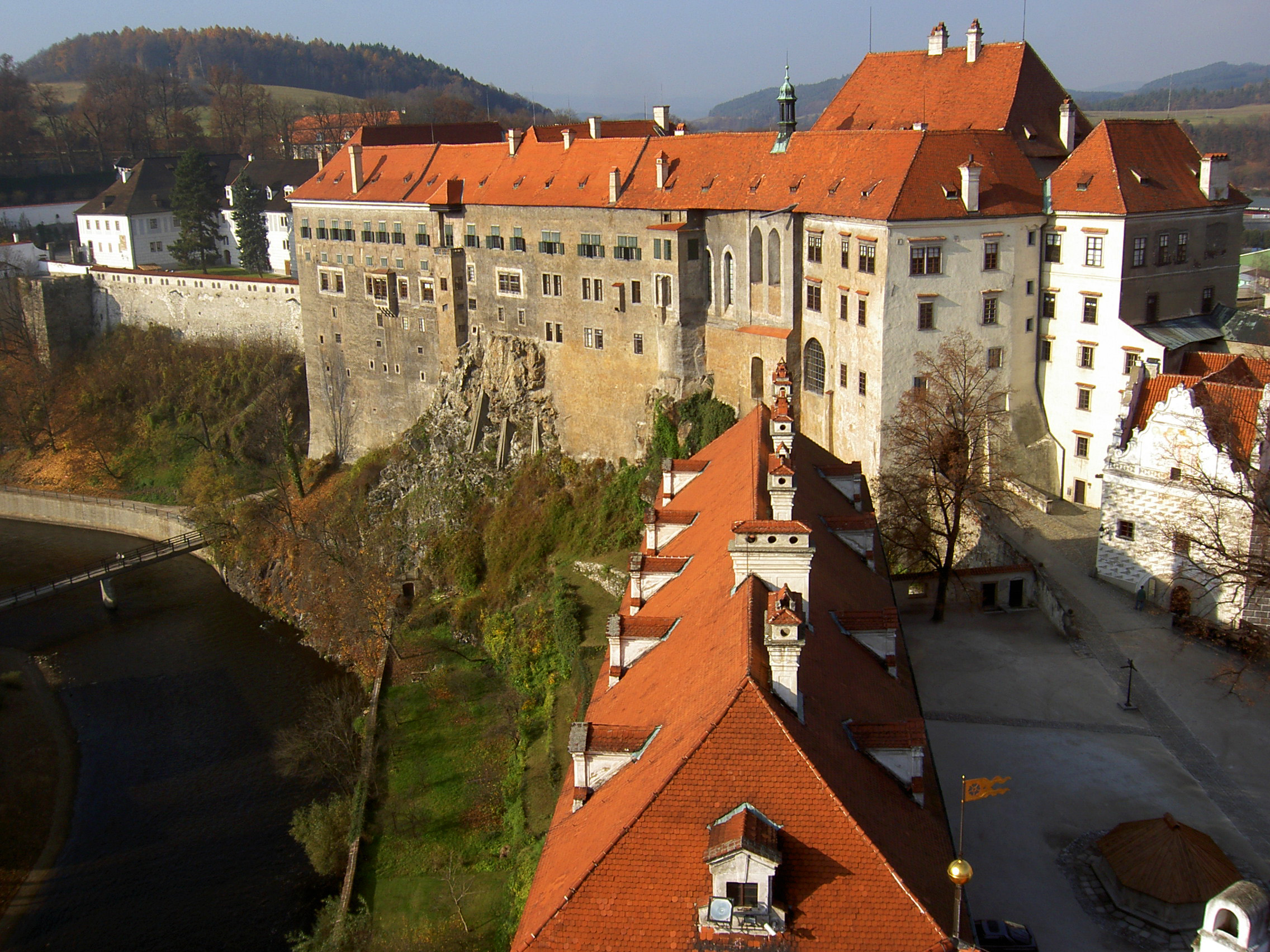
Obere Burg Krumau (nach dem Ausbau durch die Rosenberger)

Letzter Nachkomme im Mannesstamm aus der Krumauer Linie der Witigonen war Wok II. von Krumau. Mit ihm erlosch 1302 der Familienzweig der Herren von Krumau. Seine Besitzungen fielen zunächst als erledigtes Lehen an den böhmischen König Wenzel II. Er übertrug die Burg Krumau („castrum Crumnaw“) mit zugehörigem Gut mit einer am 8. April 1302 in Brünn ausgestellten Urkunde an seinen Oberstkämmerer Heinrich I. von Rosenberg aus dem ebenfalls witigonischen Familienzweig der Rosenberger. Dieser verlegte nachfolgend seine Residenz von der Burg Rosenberg auf die Burg Krumau.

## Stammlinie der Herren von Krumau
Gegründet von Witiko II. (auch Witiko der Ältere; tschechisch Vítek II., auch Vítek starší), belegt 1213–1236
1. Zawisch von Nechanitz (Záviš z Nechanic), belegt 1216–1257
  1. Budiwoj von Krumau (auch Budiwoj von Krumau, Skalitz[2] und Sepekau; tschechisch Budivoj z Krumlova; auch Budivoj z Krumlova, ze Skalice, ze Sepekova); belegt 1220–1272. Er war mit Perchta von Falkenstein verheiratet.
    1. Zawisch von Falkenstein († 1290) 
      1. N. N., Tochter aus Zawischs erster Ehe, († nach 1306), verheiratet mit Heinrich Kruschina von Lichtenburg (Jindřich Krušina z Lichtenburka)
      2. Johann von Falkenstein (Jan „Ješek“ z Falkenštejna; † 1337), Deutschordensritter

    2. Witiko II. von Krumau (auch Witiko von Krumau, Hluboká, Skalitz und Ledenitz; tschechisch Vítek z Krumlova; auch Vítek z Hluboké, ze Skalice, z Ledenic), belegt 1272–1290.
    3. Wok I. von Krumau (auch Wok von Krumau, Skalitz und Ledenitz; tschechisch Vok z Krumlova; auch Vok z Krumlova, ze Skalice, z Ledenic), † 5. Januar 1300[3]
    4. Tochter N. N.
    5. Tochter N. N.
    6. Tochter N. N.
    7. Johann (Henclinus) von Skalitz; auch Johann von Skalitz und Ledenitz; tschechisch Jan (Henzlín) ze Skalice, auch Jan (Henzlín) ze Skalice a z Ledenic; † 1300 in Polen
    8. Budiwoj von Skalitz; auch Budiwoj von Skalitz und Ledenitz; tschechisch Budivoj ze Skalice, auch Budivoj ze Skalice a z Ledenic; † 1300 in Polen

  2. Witiko I. von Krumau (auch Witiko von Krumau, Sepekau und Načeradec tschechisch Vítek z Krumlova, ze Sepekova a z Načeradce), belegt 1220–1277, verheiratet mit Sybila N. N.
    1. Heinrich von Krumau (Jindřich z Krumlova; † 1301), verheiratet mit Ofka
    2. Wok II. von Krumau (Vok z Krumlova, † 1302), mit ihm starb der witigonische Familienzweig Krumau aus.